# Ideal prim

a unei porțiuni din de ideale ale numerelor întregi Nodurile violet și verzi sunt ideale semiprime, cele violet sunt ideale prime, iar cele violet și albastre sunt ideale primare.

În algebră un ideal prim este o submulțime a unui inel care are mai multe proprietăți importante asemănătoare cu cele ale numerelor prime (întregi) din inel. Idealele prime pentru numerele întregi sunt mulțimile care conțin toți multiplii unui număr prim dat, împreună cu idealul nul.
Idealele primitive sunt prime, iar idealele prime sunt atât primare, cât și semiprime.

## Ideale prime pentru inele comutative

### Definiție
Un ideal P dintr-un  inel comutativ R este prim dacă are următoarele două proprietăți:
- dacă a și b sunt două elemente ale lui R, astfel încât produsul lor ab este un element al lui P, atunci a este în P sau b este în P;
- P nu este întregul inel R.

Acest lucru generalizează următoarea proprietate a numerelor prime, cunoscută sub numele de lema lui Euclid⁠(d): dacă p este un număr prim și dacă p divide un produs ab de două numere întregi, atunci p divide pe a sau pe b. Deci se poate spune că un număr întreg pozitiv n este un număr prim dacă și numai dacă {\displaystyle n\mathbb {Z} } este un ideal prim în {\displaystyle \mathbb {Z} .}

### Exemple
- În inelul {\displaystyle R=\mathbb {Z} ,} submulțimea numerelor pare este un ideal prim.

- Fiind dat un domeniu de integritate {\displaystyle R}, orice element prim {\displaystyle p\in R} generează un ideal prim principal⁠(d) {\displaystyle (p)}. De exemplu, fie un polinom ireductibil {\displaystyle f(x_{1},\ldots ,x_{n})} într-un inel de polinoame {\displaystyle \mathbb {F} [x_{1},\ldots ,x_{n}]} peste un corp {\displaystyle \mathbb {F} }. Criteriul lui Eisenstein pentru domeniile de integritate (prin urmare și inelele factoriale) este un instrument eficient pentru a determina dacă un element dintr-un inel de polinoame⁠(d) este ireductibil⁠(d).

- Dacă R este inelul  polinoamelor în două variabile cu coeficienți complecși {\displaystyle \mathbb {C} [X,Y]}, atunci idealul generat de polinomul {\displaystyle Y^{2}-X^{3}-X-1} este un ideal prim (v. curbe eliptice).

- În inelul {\displaystyle \mathbb {Z} [X]} al polinoamelor cu coeficienți întregi, idealul generat de 2 și X este un ideal prim. Este format din toate acele polinoame al căror coeficient constant este par.

- În orice inel R, un ideal maximal este un ideal M care este maximal în mulțimea tuturor idealelor proprii al lui R, adică M este conținut în exact două ideale ale lui R și anume M însuși și întregul inel R. Fiecare ideal maximal este de fapt prim. Într-un domeniu cu ideale principale fiecare ideal prim diferit de zero este maximal, dar acest lucru nu este adevărat în general. Pentru inele factoriale {\displaystyle \mathbb {C} [x_{1},\ldots ,x_{n}],} teorema zerourilor a lui Hilbert⁠(d) afirmă că orice ideal maximal este de forma {\displaystyle (x_{1}-\alpha _{1},\,\ldots \,,\,x_{n}-\alpha _{n}).}

- Dacă M este o varietate netedă, R este inelul funcțiilor reale netede pe M iar x este un punct din M, atunci mulțimea tuturor funcțiilor netede f cu {\displaystyle f(x)=0} formează un ideal prim (chiar un ideal maximal) din R.

### Exemple de ideale care nu sunt prime
- Fie compunerea⁠(d) următoarelor două inele factor

{\displaystyle \mathbb {C} [x,y]\to {\frac {\mathbb {C} [x,y]}{(x^{2}+y^{2}-1)}}\to {\frac {\mathbb {C} [x,y]}{(x^{2}+y^{2}-1,x)}}}
Deși primele două inele sunt domenii de integritate (de fapt primul este un inel factorial), ultimul nu este un domeniu de integritate, deoarece este izomorf⁠(d) cu
{\displaystyle {\frac {\mathbb {C} [x,y]}{(x^{2}+y^{2}-1,x)}}\cong {\frac {\mathbb {C} [y]}{(y^{2}-1)}}\cong \mathbb {C} \times \mathbb {C} }
ceea ce arată că idealul {\displaystyle (x^{2}+y^{2}-1,x)\subset \mathbb {C} [x,y]} nu este prim. (v. prima proprietate enumerată mai jos.)
- Alt exemplu de ideal care nu este prim este {\displaystyle (2,x^{2}+5)\subset \mathbb {Z} [x]} deoarece

{\displaystyle x^{2}+5-2\cdot 3=(x-1)(x+1)\in (2,x^{2}+5)}
dar nici {\displaystyle x-1,} nici {\displaystyle x+1} nu sunt elemente ale idealului.

### Proprietăți
- Un ideal I în inelul R (cu unitate⁠(d)) este prim dacă și numai dacă inelul factor R/I este un domeniu de integritate. În special, un inel comutativ (cu unitate) este un domeniu de integritate dacă și numai dacă (0) este un ideal prim. (De reținut că inelul nul nu are ideale prime, deoarece idealul (0) este întregul inel.)
- Un ideal I este prim dacă și numai dacă complementara sa este o mulțime închisă multiplicativ.[4]
- Orice inel nenul conține cel puțin un ideal prim (de fapt conține cel puțin un ideal maximal), ceea ce este o consecință directă a teoremei lui Krull.
- În general, dacă S este o mulțime închisă multiplicativ din R, atunci o lemă datorată lui Krull arată că în R există un ideal maximal care este disjunct de S; mai mult, idealul trebuie sa fie prim. Acest lucru poate fi generalizat în continuare la inele necomutative (v. mai jos).[5] În cazul {S} = {1}, avem teorema lui Krull, iar aceasta acoperă idealele maximale ale lui R. Un alt m-sistem tipic este mulțimea, {x, x2, x3,  x4, ...}, formată din toate puterile pozitive ale unui element care nu este nilpotent.
- Inversa imaginii unui ideal prim sub un homomorfism de inele⁠(d) este un ideal prim. Faptul analog nu este întotdeauna adevărat pentru idealele maximale, care este unul dintre motivele pentru care geometrii algebrici definesc spectrul unui inel⁠(d) ca fiind mai degrabă mulțimea idealelor sale prime decât a celor maximale; se dorește un homomorfism al inelelor pentru a avea o aplicație între spectrele lor.
- Mulțimea tuturor idealelor prime (numită spectrul inelului) conține elemente minimale (numite ideale prime minimale). Din punct de vedere geometric, acestea corespund unor componente ireductibile ale spectrului.
- Suma a două ideale prime nu este neapărat primă. De exemplu, fie inelul {\displaystyle \mathbb {C} [x,y]} cu idealele prime P = (x2 + y2 − 1) și Q = (x) (idealele generate de x 2 + y2 − 1 și respectiv x). Suma lor P + Q = (x2 + y2 − 1 , x) = (y2 − 1, x) nu este, totuși, primă: y 2 − 1 = (y − 1)(y + 1) ∈ P + Q dar cei doi factori ai săi nu sunt. Alternativ, inelul factor are divizori ai lui zero, deci nu este un domeniu de integritate, prin urmare, P + Q nu poate fi prim.
- Nu orice ideal care nu poate fi factorizat în două ideale este un ideal prim. De exemplu, {\displaystyle (x,y^{2})\subset \mathbb {R} [x,y]} nu poate fi factorizat, dar nu este prim.
- Într-un inel comutativ R cu cel puțin două elemente, dacă fiecare ideal propriu este prim, atunci inelul este un corp. (Dacă idealul (0) este prim, atunci inelul R este un domeniu de integritate. Dacă q este un element oarecare nenul din  R și idealul (q2) este prim, atunci îl conține pe q și atunci q este inversabil⁠(d).)
- Un ideal principal nenul este prim dacă și numai dacă este generat de un element prim. Într-un inel factorial, orice ideal prim nenul conține un element prim.

### Utilizări
O utilizare a idealelor prime apare în geometria algebrică, unde varietățile sunt definite ca mulțimile de zerouri ale idealelor în inele de polinoame. Rezultă că varietățile ireductibile corespund idealelor prime. În abordarea modernă abstractă, se începe cu un inel comutativ arbitrar și se transformă mulțimea idealelor sale prime, numită și spectru, într-un spațiu topologic și astfel se pot defini generalizări ale varietăților numite scheme⁠(d), care își găsesc aplicații nu numai în geometrie, ci și în teoria numerelor.
Introducerea idealelor prime în teoria numerelor algebrice⁠(d) a fost un pas important înainte: s-a realizat că proprietatea importantă a factorizării unice exprimată în teorema fundamentală a aritmeticii nu este valabilă în fiecare inel al numerelor întregi algebrice, dar un substitut a fost găsit când Richard Dedekind a înlocuit elementele cu idealei și elementele prime cu idealele prime; v. inel Dedekind⁠(d).

## Ideale prime pentru inele necomutative
Noțiunea de ideal prim poate fi generalizată la inele necomutative folosind o definiție comutativă propusă în 1928 de Wolfgang Krull. Următorul conținut poate fi găsit în lucrări precum cele ale lui Goodearl sau Lam. Dacă R este un inel (posibil necomutativ) iar P este un ideal propriu al R, se poate spune că P este prim dacă pentru oricare două ideale A și B din R, dacă produsul idealelor, AB, este conținut în P, atunci cel puțin unul dintre A și B este conținut în P.
Se poate arăta că această definiție este echivalentă cu cea comutativă în inele comutative. Este ușor de verificat că dacă un ideal al unui inel necomutativ R satisface definiția comutativă pentru a fi prim, atunci el satisface și versiunea necomutativă. Un ideal P care satisface definiția comutativă a pentru a fi prim este uneori numit ideal prim complet, pentru a-l distinge de alte ideale doar prime din inel. Idealele prime complete sunt ideale prime, dar reciproca nu este adevărată. De exemplu, idealul nul din inelul matricilor n × n peste un corp este un ideal prim, dar nu este prim complet.
Acest lucru este asemănător cu punctul de vedere istoric al idealelor ca numere ideale, așa cum pentru inelul {\displaystyle \mathbb {Z} } „A este conținut în P" este un alt mod de a spune că „P divide A”, iar idealul unității R reprezintă unitatea.
Formulările echivalente ale idealului prim P ≠ R au următoarele proprietăți:
- Pentru oricare elemente a și b din R, (a)(b) ⊆ P implică a ∈ P sau b ∈ P.
- Pentru oricare două ideale la dreapta din R, AB ⊆ P implică A ⊆ P sau B ⊆ P.
- Pentru oricare două ideale la stânga din R, AB ⊆ P implică A ⊆ P sau B ⊆ P.
- Pentru oricare elemente a și b din R, dacă aRb ⊆ P, atunci a ∈ P sau b ∈ P.

Idealele prime din inelele comutative sunt caracterizate prin faptul că au complementare închise multiplicativ în R și, cu o ușoară modificare, o caracterizare similară poate fi formulată pentru idealele prime din inelele necomutative. O submulțime vidă S ⊆ R se numește m-sistem dacă pentru orice a și  b din S, există r în R, astfel încât arb este în S. (Evident, mulțimile închise multiplicativ sunt m-sisteme.) Următoarea afirmație poate fi atunci adăugată la lista de condiții echivalente de mai sus: complementara R∖P este un m-sistem.

### Exemple
- Orice ideal primitiv este prim.
- Ca și în cazul inelelor comutative, idealele maximale sunt prime și, de asemenea, idealele prime conțin ideale prime minimale.
- Un inel este un inel prim dacă și numai dacă idealul nul este un ideal prim și, în plus, un inel este un domeniu de integritate dacă și numai dacă idealul nul este un ideal prim complet.
- Un alt fapt din teoria comutativă care se regăsește în teoria necomutativă este că dacă A este un R-modul⁠(d) nenul, iar P este un element maximal în mulțimea parțial ordonată⁠(d) a idealelor anulatoare ale submodulelor lui A, atunci P este prim.

## Aspecte importante
- Lema de evitare a idealelor prime. Dacă R este un inel comutativ și A este un subinel (posibil fără unitate) iar I1, ..., In este o colecție de ideale ale lui R cu cel mult doi membri neprimi, atunci dacă A nu este conținut în niciun Ij, nu este conținut nici în reuniunea a I1, ..., In.< ref>Jacobson, 1989, p. 390</ref> În particular, A ar putea fi un ideal al lui R.
- Dacă S este un m-sistem din R, atunci o lemă datorată lui Krull arată că există un ideal maximal I din R disjunct de S și, în plus, idealul I trebuie să fie prim.[5] În cazul {S} = {1}, avem Teorema lui Krull, iar aceasta acoperă idealele maximale ale lui R. Un alt m-sistem tipic este mulțimea {x, x2, x3,  x4, ...}, formată din toate puterile pozitive ale unui element care nu este nilpotent.
- Pentru un ideal prim P, complementara R∖P are o altă proprietate în plus față de a fi un m-sistem. Dacă xy este în R∖P, atunci atât x, cât și y trebuie să fie în R∖P, întrucât P este un ideal. O mulțime care conține divizorii elementelor sale se numește saturată.
- Pentru un inel comutativ R, există un fel de reciprocă pentru afirmația anterioară: dacă S este orice submulțime nevidă saturată și închisă multiplicativ a lui R, complementara R∖S este o reuniune a idealelor prime ale lui R.[9]
- Intersecția membrilor unui lanț descendent de ideale prime este un ideal prim, iar într-un inel comutativ reuniunea membrilor unui lanț ascendent de ideale prime este un ideal prim. Cu Lema lui Zorn, aceste observații implică faptul că poziția idealelor prime ale unui inel comutativ (ordonat parțial prin includere) are elemente maximale și minimale.

## Conexiunea cu maximalitatea
Idealele prime pot fi adesea produse ca elemente maximale ale anumitor colecții de ideale. De exemplu:
- Un ideal maximal în ceea ce privește intersecția vidă cu un m-sistem fix este prim.
- Un ideal maximal dintre anulatorii din submodulele unui R-modul fix M este prim.
- Într-un inel comutativ, un ideal maximal care nu este principal este prim.[10]
- Într-un inel comutativ, un ideal maximal care nu este generat numărabil este prim.[11]